# Leonowo (przystanek kolejowy)
Leonowo (ros. Леоново) – przystanek kolejowy w pobliżu miejscowości Leonowo, w rejonie pietuszyńskim, w obwodzie włodzimierskim, w Rosji. Położony jest na nowym szlaku Kolei Transsyberyjskiej. Jest to ostatni punkt zatrzymywania się pociągów na tej linii zarządzany przez Kolej Moskiewską.